# 900 North Michigan
900 North Michigan je mrakodrap v Chicagu ve státě Illinois. Má 66 pater a výšku 265 m a je tak 7. nejvyšší ve městě. V budově se nacházejí kanceláře, hotel, byty, obchodní dům s restauracemi a garáže. Budova má v nižších patrech ocelový skelet a ve vyšších, kde se nachází hotel, je vybudována z železobetonu. Budova má fasádu z vápence. Výstavba probíhala v letech 1987–1989.